# اندام ذخیره‌سازی

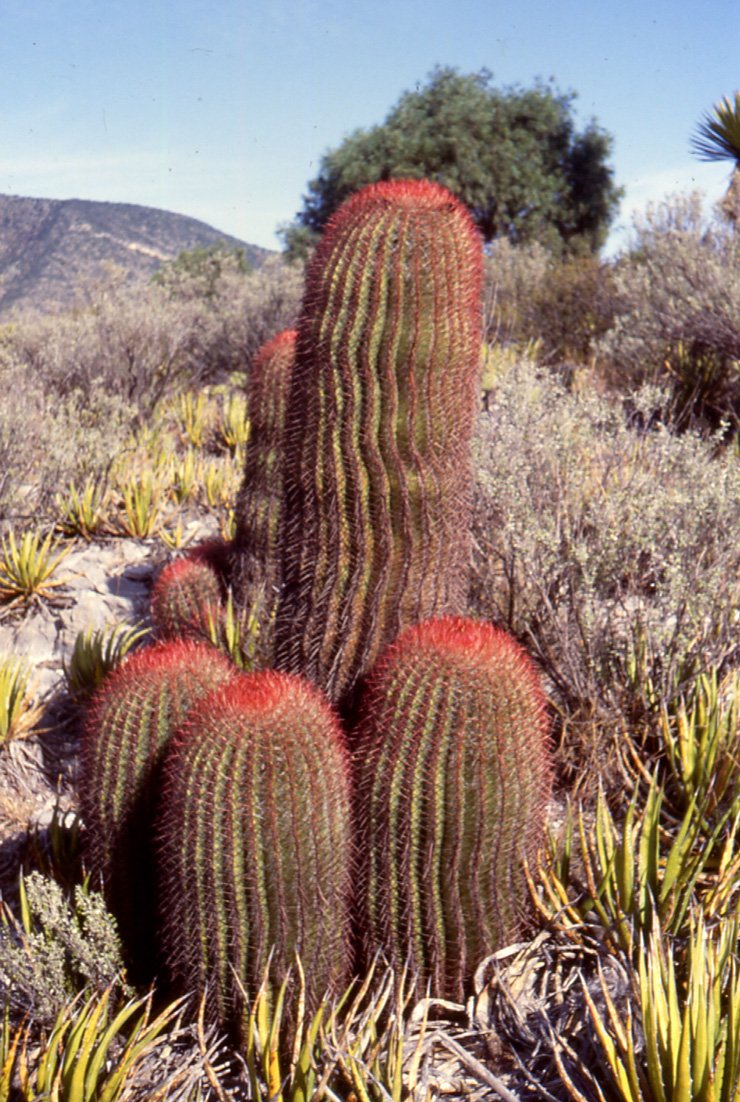
کاکتوس‌های بشکه‌ای پرخار (کاکتوس آهکی مکزیکی)، یک ساکولنت ساقه‌ای

اندام ذخیره‌سازی (انگلیسی: Storage organ)، بخشی از یک گیاه است که به‌طور خاص برای ذخیره انرژی (به‌طور کلی به شکل کربوهیدرات) یا آب اصلاح شده است. اندام‌های ذخیره‌سازی اغلب در زیر زمین رشد می‌کنند، جایی که بهتر از حمله گیاه‌خواران محافظت می‌شوند. گیاهانی که اندام ذخیره‌سازی زیرزمینی دارند در سیستم طبقه‌بندی اشکال زندگی گیاهان رونکیئر ژئوفیت نامیده می‌شوند. اندام‌های ذخیره‌سازی اغلب، اما نه همیشه، به‌عنوان اندام‌های دائمی عمل می‌کنند که گیاهان می‌توانند در شرایط نامطلوب (مانند سرما، گرمای بیش از حد، کمبود نور یا خشکسالی) زنده بمانند.

## رابطه با اندام دائمی
اندام‌های ذخیره‌سازی ممکن است به‌عنوان اندام‌های دائمی عمل کنند. اینها توسط گیاهان برای زنده‌ماندن در دوره‌های نامطلوب در چرخه زندگی گیاه (برای نمونه ناشی از سرما، گرمای بیش از حد، کمبود نور یا خشکی) استفاده می‌شوند. در طی این دوره‌ها، قسمت‌هایی از گیاه می‌میرند و سپس هنگامی که شرایط دوباره مساعد شد، رشد مجدد از جوانه‌ها در اندام‌های دائمی رخ می‌دهد. برای نمونه، ژئوفیت‌هایی که در جنگل‌ها زیر درختان برگ‌ریز رشد می‌کنند (مانند زنگ‌های آبی (Hyacinthoides non-scripta)، تریلیوم) در تابستان به اندام‌های ذخیره‌سازی زیرزمینی می‌میرند، زمانی که پوشش برگ درختان نور را محدود می‌کند و آب کمتری در دسترس است.
با این حال، اندام‌های دائمی لازم نیست اندام‌های ذخیره‌سازی باشند. پس از از دست دادن برگ‌های خود، درختان برگریز دوباره آنها را از «جوانه‌های استراحت» که اندام‌های دائمی فانروفیت‌ها در طبقه‌بندی رونکیئر هستند، رشد می‌دهند، اما به‌طور خاص به‌عنوان اندام ذخیره عمل نمی‌کنند. به همین ترتیب، اندام‌های ذخیره‌سازی لازم نیست اندام‌های دائمی باشند. بسیاری از گیاهان گوشتی دارای برگ‌هایی هستند که برای ذخیره آب مناسب هستند و در شرایط نامساعد آن را حفظ می‌کنند.

## اندام ذخیره‌سازی زیرزمینی

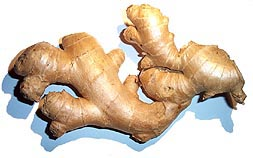
یک ریزوم زنجبیل برداشت شده

در اصطلاح رایج، اندام‌های ذخیره‌سازی زیرزمینی ممکن است به‌طور کلی ریشه، غده یا پیاز نامیده شوند، اما برای گیاه‌شناس، نام‌گذاری فنی خاص‌تری وجود دارد:
- ریشه‌های واقعی:
  - ریشه عمودی - برای نمونه، هویج
  - ریشهتجه یا غده ریشه - برای نمونه، کوکب[۴]
- ساقه‌های اصلاح شده:
  - پیاز (ساقه کوتاهی که برگ‌های فلس گوشتی یا پایه‌های برگ اصلاح شده تولید می‌کند) - برای نمونه، لیلیوم، نرگس، پیاز
  - تنه خرمایی- برای نمونه، آدنیوم (رز صحرا)
  - کورم - برای نمونه، زعفران
  - شبه حباب (Pseudobulb) - برای نمونه، پلیون (Pleione)
  - زمین‌ساقه - برای نمونه، زنبق مردابی
  - ساقهتجه - بزای نمونه، گل شیپوری
  - Trophopod (پایه دمبرگ پایدار چندین جنس سرخس) [۵] - برای نمونه، دیپلازیوم (Diplazium)، سرخس حساس[۵]
- دیگران: ذخیره‌سازی هیپوکوتیل (ساقه نهال) - که گاهی غده نامیده می‌شود، مانند نگون‌سار

برخی از موارد فوق، به‌ویژه شبه‌حباب‌ها و تنه خرمایی، ممکن است به‌طور کامل یا جزئی در بالای زمین رخ دهند. واسطه‌ها و ترکیبی از موارد فوق نیز یافت می‌شود که طبقه‌بندی را دشوار می‌کند. برای نمونه از یک واسطه، غده نگون‌سار از ساقه نهال به وجود می‌آید که محل اتصال ریشه و ساقه گیاه بالغ را تشکیل می‌دهد. در برخی از گونه‌ها (برای نمونه نگون‌سار برگ‌گرد جنگلی) ریشه‌ها از پایین غده می‌آیند، که نشان می‌دهد غده ساقه‌ای است. در برخی دیگر (برای نمونه نگون‌سار برگ پیچکی) ریشه‌ها عمدتاً از بالای غده می‌آیند، که نشان می‌دهد که غده ریشه است. برای نمونه‌ای از ترکیب، زنبق‌های نرم‌پیاز هم پیاز دارد و هم ریشه ذخیره‌سازی. اندام‌های ذخیره‌سازی زیرزمینی که برای غذا استفاده می‌شوند ممکن است به‌طور کلی سبزیجات ریشه‌ای نامیده شوند، اگرچه این عبارت نباید به این معنی باشد که این کلاس فقط شامل ریشه‌های واقعی است.

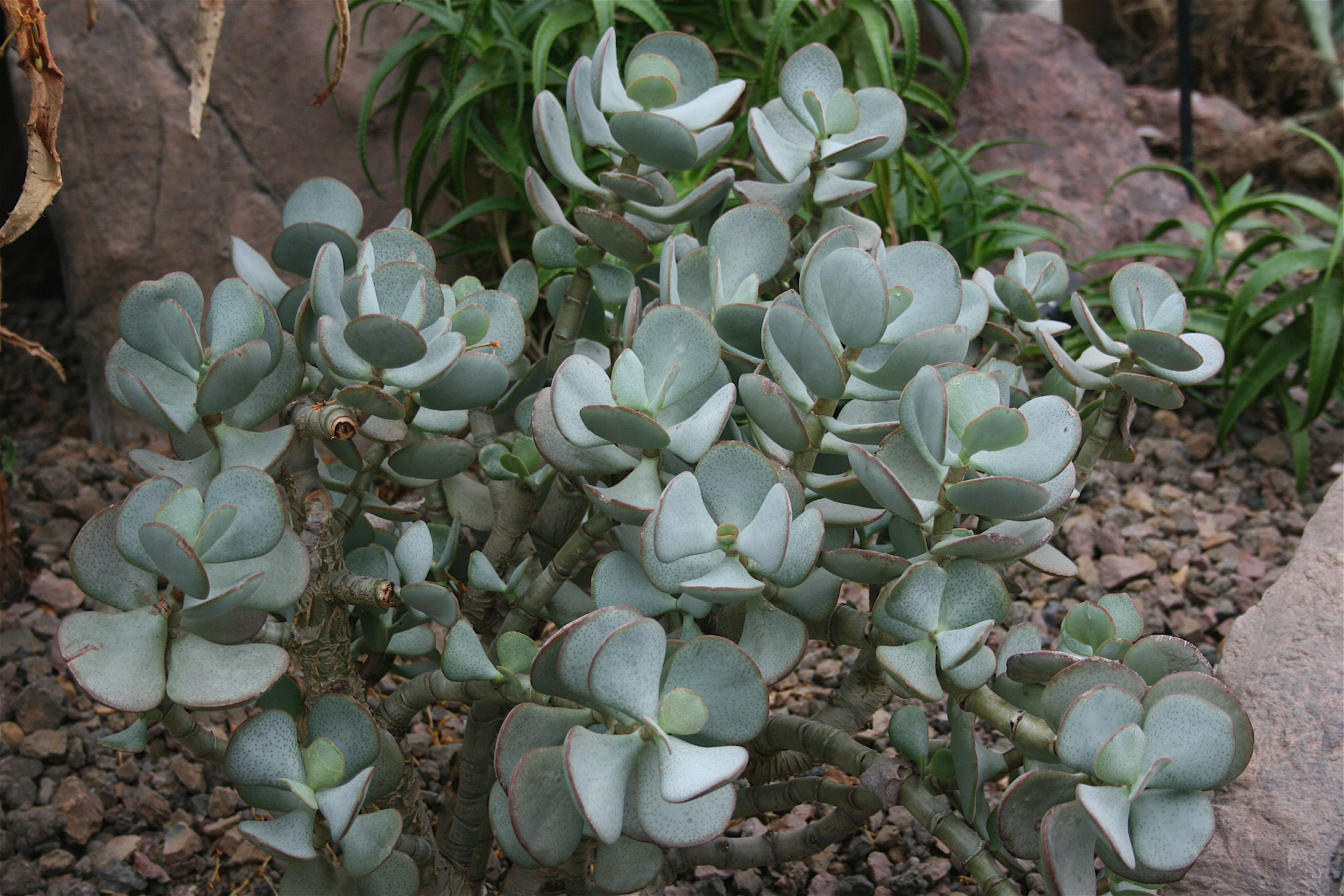
کراسولا آربورسینز، یک ساکولنت برگی

## سایر اندام‌های ذخیره‌سازی
ساکولنت‌ها گیاهانی هستند که با توانایی خود در ذخیره رطوبت در اندام‌های ذخیره‌سازی تخصصی، برای تحمل دوره‌های خشکسالی سازگار هستند.
- ساکولنت‌های برگی آب را در برگ‌های خود ذخیره می‌کنند که به این ترتیب ضخیم، گوشتی و معمولاً با پوشش مومی یا کرک‌های ریز پوشیده می‌شوند تا تبخیر را کاهش دهند. آنها همچنین ممکن است حاوی ترکیبات موسیلاژین باشند. برخی از ساکولنت‌های برگی دارای برگ‌هایی هستند که در امتداد ساقه به روشی مشابه گونه‌های غیر ساکولنت (مانند کراسولا، کالانکوئه) توزیع می‌شوند. ساقه آنها نیز ممکن است آبدار باشد. در برخی دیگر، برگ‌ها فشرده‌تر هستند و یک روزت را تشکیل می‌دهند (مانند آلوئه، ساق‌عروس). گیاهان سنگ‌ریزه یا سنگ‌های زنده (مانند سنگرخ، کانوفیتوم) برگ‌های خود را به دو عدد کاهش داده‌اند و بدنی گوشتی را تشکیل می‌دهند که فقط قسمت بالای آن ممکن است در بالای زمین قابل مشاهده باشد.
- ساکولنت‌های ساقه‌ای معمولاً یا بدون برگ هستند یا دارای برگ‌هایی هستند که در صورت خشکسالی می‌توانند به سرعت ریزش کنند. سپس فتوسنتز توسط ساقه‌ها انجام می‌شود. مانند ساکولنت‌های برگی، ساقه‌ها ممکن است با یک پوشش مومی یا کرک‌های ریز برای کاهش تبخیر پوشانده شوند. بدنه‌های دنده‌ای کاکتوس‌ها ممکن است سازگاری باشد تا با مقدار آب ذخیره‌شده انقباض و انبساط را فراهم کند. گیاهانی با فرم کلی مشابه کاکتوس‌ها در خانواده‌های دیگر (مانند فرفیون جزایر قناری (خانواده فرفیونیان)، گل قورباغه‌ای (خانواده خرزهره‌ایان) یافت می‌شوند.